# Gauvain

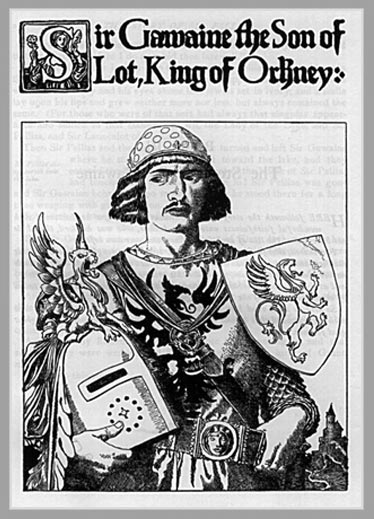
Sir Gauvain, por Howard Pyle

Gauvain ou Gawain (em português: Galvão) é uma personagem da literatura medieval, um dos Cavaleiros da Távola Redonda. É geralmente descrito como sobrinho do rei Artur e tem um papel importante em quase todas as obras relacionadas com o Ciclo Arturiano.

## Lenda e literatura

### Origens
Em uma crônica de 1125, Guilherme de Malmesbury afirma que Galvão era sobrinho do rei Artur e que havia lutado com este contra os anglo-saxões, especificamente contra o irmão de Hengist. É possível que a história contada por Guilherme seja um eco distante de fatos verídicos ocorridos em meados do século V, quando os habitantes da Grã-Bretanha tiveram de resistir à invasão anglo-saxã.
Já Godofredo de Monmouth, em sua História dos Reis da Bretanha, é o primeiro em apresentá-lo como filho do rei Lot e de Ana, irmã do rei Artur. Nos romances medievais posteriores, porém, Galvão é geralmente apresentado como filho do rei Lot de Orkney e da rainha Morgause, e como esta é meia-irmã de Artur, Galvão é sobrinho do poderoso rei. Os irmãos de Galvão são Morderete (Mordred), Gaheris, Agravain e Gareth.
É possível que em suas origens o personagem esteja relacionado a Gwalchmei, um guerreiro da corte do rei Artur em algumas obras da literatura galesa medieval como Culhwch e Olwen e as Tríades Galesas. Em algumas histórias, a força de Galvão aumenta de manhã até o meio-dia e diminui até o pôr-do-sol, de forma que o personagem poderia estar relacionado com algum antigo mito solar.

### Literatura medieval posterior
Galvão ocupa um lugar especial entre os cavaleiros da corte de Artur por ser sobrinho do rei. Por outro lado, não sendo um príncipe herdeiro, suas obrigações com a corte são limitadas. Essas características, talvez, fizeram que o personagem pudesse assumir tanto um papel de conselheiro real como de cavaleiro errante, o que ajudou que Galvão fosse um personagem favorito para muitos escritores medievais.

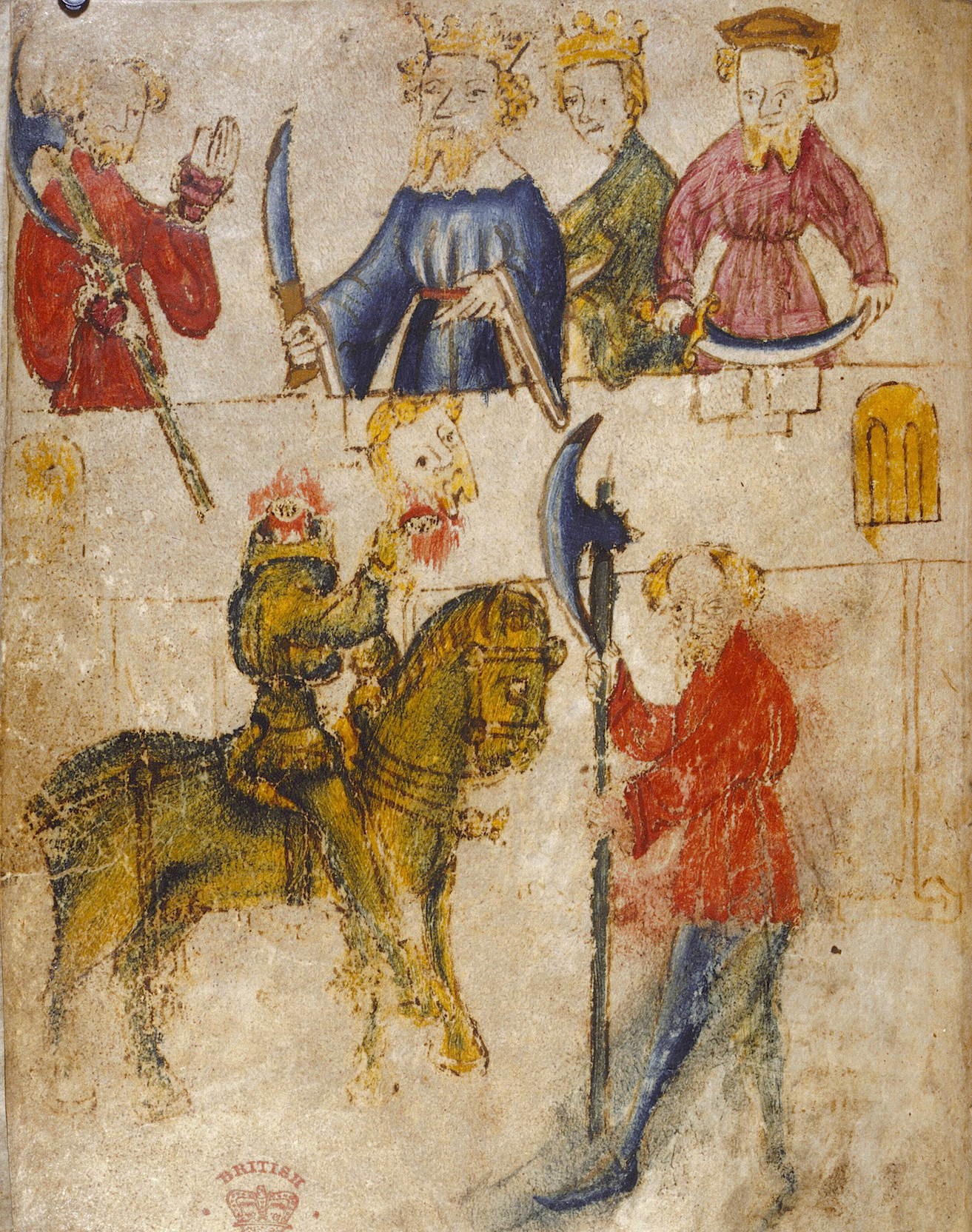
Sir Gawain e o Cavaleiro Verde

Também a personalidade de Galvão varia muito de obra em obra. Nas obras centradas no personagem, especialmente as inglesas como Dom Galvão e o Cavaleiro Verde (século XIV), ele é a personificação do cavaleiro virtuoso, cortês e corajoso. Já na Demanda do Santo Graal (século XIII), Galvão é apresentado como um cavaleiro imperfeito, pecador, indigno do Santo Graal. N'A Morte de Artur, de Thomas Malory, em parte inspirada no Tristão em Prosa francês, Galvão é um personagem capaz de feitos nobres, mas é também mostrado quebrando juramentos, recusando pedidos de clemência e contribuindo em assassinatos desnecessários.
Em vários romances, Galvão atua como líder dos seus irmãos Morderete, Agravain, Gaheris e Gareth e, como consequência do amor proibido entre Lancelote e a rainha Ginebra, incita Artur a uma guerra contra o clã de Lancelote, o que termina levando o reino arturiano à ruína. Tanto no Lancelote-Graal como n'A Morte de Artur, Galvão morre das feridas que recebe em combate contra Lancelote. Nessas obras, Galvão arrepende-se dos seus pecados no leito de morte, rogando a Artur e Lancelote que se reconciliem.